# Ranžirni kolodvor
Ranžirni kolodvor označava mjesto na kojem se sastavljaju i rastavljaju teretni vlakovi. Sastoji se od prijamne skupine kolosijeka, spuštalice s grbinom, smjerne skupine i izlazne skupine kolosijeka. Lokomotive guraju otkvačene vagone preko grbine, te se oni, pojedinačno, slobodno spuštaju niz strminu spuštalice. Skretnicama se upućuju na različite kolosijeke na kojima se slažu pojedine kompozicije teretnih vlakova.